# Lacistodes
Lacistodes is een geslacht van vlinders van de familie tastermotten (Gelechiidae).

## Soorten
- L. brunneostola Janse, 1960
- L. fuscomaculata Bidzilya & Mey, 2011
- L. tauropis Meyrick, 1921